# Jill McCarron
Jill McCarron (* um 1970 in Minneapolis) ist eine US-amerikanische Jazzmusikerin (Piano, auch Keyboard, Komposition), stilistisch der Hardbop-Tradition folgend.

## Leben und Wirken
McCarron verbrachte Kindheit und Jugend in Kanada. Zunächst studierte sie am Manitoba College klassische Musik, Schauspiel und Theorie. anschließend studierte sie Jazz am Humber College in Toronto, auf dem sie Unterricht in Jazz Performance und Arrangement bei Ron Collier hatte, und an der Banff School of Fine Arts in Alberta. In Toronto spielte sie in Clubs der Stadt, wie in George’s Spaghetti House und im Montreal Bistro. Mit einem Stipendium des Canada Council zog sie nach New York City, wo sie an The New School im Jazzprogramm bei Richie Beirach, Jim Hall, Kenny Werner und Hal Galper studierte. Erste Aufnahmen entstanden 1992 mit der weiblichen Formation Unpredictable Nature (Dedication, mit Carol Chaikin, Melissa Slocum, Sherrie Maricle). Nach Abschluss ihrer Studien war sie mit ihrem Quintett Siegerin bei der Cognac Hennessy Jazz Competition; 1993 war sie Semifinalistin beim Thelonious-Monk-Wettbewerb am Smithsonian Institute in Washington, D.C. 1995 gewann sie die  Great American Jazz Piano Competition, die in Jacksonville stattfand. Mit der Formation The Swinging Ladies um Lindy Huppertsberg trat sie im selben Jahr bei der 26. Internationalen Jazzwoche Burghausen auf.
Im Laufe ihrer Karriere arbeitete McCarron mit Musikern wie Randy Brecker, Vincent Herring, Yōichi Kobayashi, Don Braden, Russell Malone, Harvie Swartz und Jay Leonhart. Des Weiteren trat sie in New Yorker Spielstätten wie Dizzy’s Jazz Club im Lincoln Center, Bemelmans Bar im Carlyle Hotel, Smalls, Blue Note, Knickerbocker Bar and Grill und im Iridium Jazz Club auf; in ihrem Quartett/Trio spielten u. a. Don Falzone, Eric Halvorson, Don Braden, Steve LaSpina, Steve Johns, Paul Gill, Chris Haney und Phil Stewart. Mehrere Jahre hatte sie ein Engagement im New Yorker Harvard Club; außerdem gastierte sie in Marian McPartlands Sendung Piano Jazz, als Solistin/Interviewgast 1993 sowie als Mitglied im Randy Brecker Quintet 2009.  Im Bereich des Jazz war sie zwischen 1992 und 2015 an sechs Aufnahmesessions beteiligt, u. a. mit Sherrie Maricle, Kit McClure, Ronaldo Folegatti, Ada Rovatti (Airbop), James Silberstein, zuletzt mit Bill Warfield And The Hell’s Kitchen Funk Orchestra. 2019 leitete McCarron ein Quartett bestehend aus Lee Hogans (Trompete), Tom DiCarlo (Bass) und Phil Stewart (Schlagzeug).